# حركة معيشية نظيفة
في تاريخ الولايات المتحدة، فإن حركة الحياة النظيفة هي فترة من الزمن عندما تنفجر موجة من الحملات الصليبية للإصلاح الصحي، والعديد منها بصبغة أخلاقية، في الوعي الشعبي. وينتج عن هذا إصلاحات فردية أو جماعية مثل تحالفات مكافحة التبغ أو الكحول في أواخر القرن العشرين، من أجل القضاء على المشكلة الصحية أو «تنظيف» المجتمع. وقد صاغ مصطلح «حركة الحياة النظيفة» روث سي إنجز، أستاذة العلوم الصحية التطبيقية في جامعة إنديانا في عام 1990

معلومات اساسية
وقد لوحظت دورات للإصلاحات الاجتماعية في الدين والسياسة والاقتصاد ومجالات أخرى من المساعي الإنسانية. يبدو أن الإصلاحات لتنظيف المجتمع فيما يتعلق بالمسائل المتعلقة بالصحة تأتي في دورات. تشمل حملات الإصلاح خلال حركات المعيشة النظيفة الاعتدال (مكافحة الكحول)، والنقاء الاجتماعي (الجنس)، والنظام الغذائي، والتمارين البدنية، وعلم تحسين النسل (الوراثة)، والصحة العامة، وحملات مكافحة التبغ والمخدرات. يتزايد الاهتمام بهذه القضايا وينخفض بشكل أو بآخر في نفس الوقت وغالبًا ما يتبع يقظة دينية تظهر فيها كل من المشاعر الإنجيلية وتطور الطوائف الجديدة. تتزامن الحركات أيضًا مع نوبات من رهاب الأجانب أو الذعر الأخلاقي حيث يتم استهداف الأقليات المختلفة كتأثيرات غير مرغوب فيها لأسباب طبية أو أخلاقية.
في الولايات المتحدة الأمريكية، وإلى حد ما إلى حد ما في المملكة المتحدة وثقافات أوروبا الغربية الأخرى، تميل حركات الإصلاح الصحي هذه إلى أن تأتي في دورات تقارب 80 عامًا، تتراوح من حوالي 70 إلى 90 عامًا للقضايا الفردية. ومع ذلك، فإن حملة القضاء على شلل الأطفال لن تعتبر حركة معيشية نظيفة لأنها كانت حملة صليبية واحدة.
يحاول المصلحون في هذه الحركات أولاً إقناع الأفراد بأنه لا يجب عليهم الشرب أو التدخين أو الانخراط في سلوكيات أو أنماط حياة ضارة بالصحة. عندما لا ينجح ذلك، يتم وضع سياسات عامة لحظر السلوك. بعد التوجه الرئيسي للحركة، عندما فشل الإصلاحيون في تغيير السلوك حتى من خلال التشريع، تصل حركة وراثة أو علم تحسين النسل إلى ذروتها. قد يقول المصلحون أن الأسباب الجذرية يجب أن تكون في الجينات. خلال فترة الدورة، أصبحت التغييرات أو الإصلاحات الشعبية المنطقية، مثل النظافة الشخصية أو الصرف الصحي، مؤسسية. من ناحية أخرى، غالبًا ما يظهر رد فعل عنيف ضد الإصلاحات غير الشعبية أو التقييدية، مثل حظر الكحول.
في الولايات المتحدة، تزامن التحريض الصحي الواسع النطاق والإصلاحات اللاحقة، خلال عقد أو نحو ذلك، مع الصحوات الدينية لجاكسون (1830-1860)، والتقدمية (1890-1920)، وعصر الإصلاح الألفية (1970-).
حركة الحياة جاكسون النظيفة (1830-1860)
خلال العصر الجاكسوني والخروج من الصحوة العظيمة الثانية صليبية ضد «شيطان رم» وأرواح أخرى تلت ذلك في ولايات شرق نهر المسيسيبي وشمال خط ميسون - ديكسون. أدى هذا إلى حظر الكحول على مستوى الولاية في هذه المنطقة بدءًا من ولاية مين في عام 1851. ومع ذلك، سرعان ما أنهى التهريب المتفشي عبر نهر أوهايو ونزولًا من كندا قوانين الولاية هذه لأنها كانت غير قابلة للتنفيذ. تم اعتبار الأقليات العرقية والثقافية والدينية المختلفة مثل المهاجرين الأيرلنديين والكاثوليك الرومان كأمثلة أخلاقية خلال هذه الفترة، يُعتقد أنها مسؤولة عن الإفراط في الشرب وانتشار أمراض مثل الكوليرا.
خلال هذه الحقبة، تم الترويج للتركيز على التمارين الرياضية وعدم استخدام التبغ والتخلص من القهوة والشاي والسكر واللحوم والتوابل من نظام غذائي يسمى "Grahamism" - سميت على اسم المصلح سيلفستر جراهام. نوقشت مخاوف تحسين النسل أو «الوراثة» من أن الاستمناء سيؤدي إلى الجنون وأن اختيار الزوجين المرضى أو الضعيفين سيؤدي إلى مزيد من الانحطاط. للخروج من هذه الحقبة، كان علم الفرينولوجيا - دراسة الأشكال والنتوءات على الرأس - المستخدمة لتحديد شريك الزواج الصحي شائعًا. ظهرت ديانات جديدة روجت لأنماط حياة «نقية» مثل كنيسة يسوع المسيح لقديسي الأيام الأخيرة وسبتيين اليوم السابع.

حركة الحياة النظيفة في العصر التقدمي (1890-1920)
ظهرت حركة الإصلاح الصحي في العصر التقدمي في اليقظة الكبرى الثالثة. شملت الحروب الصحية الفردية، كجزء من حركة المعيشة النظيفة الشاملة، الاعتدال والحركة المضادة للصالون التي تطورت إلى حركة الحظر. وأدى ذلك إلى التعديل الثامن عشر، أو الحظر. تم العثور على حركة لمكافحة التبغ خلال هذه الحقبة ولديها عدد من المدن قوانين مكافحة التدخين في المباني العامة. غالبًا ما تحتوي القطارات والمطاعم والترام على أقسام للتدخين وغير المدخنين. ومع ذلك، تم تجاهل هذه القوانين بحلول منتصف القرن العشرين بشكل عام.
تم سن اللائحة الأولى للعقاقير المخدرة خلال هذه الفترة، وتنظيم محتويات أدوية براءات الاختراع. صدر قانون الغذاء النقي والدواء الأول، الذي ينظم وضع العلامات على الأدوية ذات البراءات والمطالبات المقدمة في إعلاناتها، في عام 1906. تم حظر تدخين الأفيون بموجب قانون ضريبة هاريسون للمخدرات لعام 1914 باعتباره نائبًا غريبًا مستوردًا بالهجرة من الصين. بالإضافة إلى حظر المخدرات هذا، تم تقليص الهجرة من شرق آسيا بشكل حاد بموجب قانون الإقصاء الآسيوي لعام 1924. وبالمثل، ارتبط حظر الكوكايين خلال هذه الفترة بحكايات عن الأمريكيين الأفارقة الذين يرتكبون جرائم تحت تأثير المخدرات.
سارت حركة «النقاء» أو مكافحة البغاء والنظافة الاجتماعية (الأمراض التي تنتقل عن طريق الاتصال الجنسي) جنبًا إلى جنب مع القضاء على الشرور المفترضة الأخرى، مثل الكحول، من المجتمع. كما تضمنت حركة النقاء القضاء على الكيل بمكيالين في الحياة الجنسية للرجال والنساء. كانت حركة تحسين النسل لتحسين الجنس البشري متشابكة مع هذه الحركات الأخرى. اختبار ما قبل الزواج للتأكد من أن أي من الشريكين لم يكن مصابًا بمرض الزهري في العديد من الحالات. في الولايات المتحدة، تم تمرير قوانين التعقيم تحسين النسل لمنع الأفراد الذين يعانون من مشاكل صحية عقلية أو جسدية شديدة بما في ذلك إدمان الكحول من التكاثر في أكثر من 30 ولاية
العصر الألفي (1970 إلى الوقت الحاضر)
اتسمت حركة المعيشة النظيفة في مطلع القرن الحادي والعشرين بالعديد من الحملات الصليبية والحملات الصليبية المضادة. غالبًا ما قوبلت الأنشطة التي ارتفعت في السنوات الأولى من العصر بحركات مضادة بعد حوالي عشر سنوات. على سبيل المثال، واجهت «تحرير المرأة» حركة «مناصرة للأسرة»؛ وأعقب استخدام الماريجوانا والمخدرات الأخرى «حرب على المخدرات»؛ تبع تخفيض سن الشرب رفع سن الشرب؛ تم تحدي النشاط الجنسي غير الزوجي من قبل حركة «نقاء» جديدة؛ والحقوق القانونية في الحصول على الإجهاض («المؤيدة للخيار») قوبلت بالتحريض على الإجهاض («المؤيد للحياة»).
لقد جرب جيل طفرة المواليد في حقبة ما بعد الحرب العالمية الثانية سلوكيات مختلفة لم يتحملها الجيل الأكبر سنا. بحلول منتصف السبعينيات، بدأ المزيد من الأمريكيين المحافظين في الرد على ما اعتبروه سلوكًا غير أخلاقي. اندمجت في العمل السياسي التي تضمنت حملات ضد استخدام المخدرات والكحول والأنشطة الجنسية وغيرها. حركة علمانية للإصلاح الصحي، والتي أصبحت بالنسبة للبعض «دينًا»، خرجت أيضًا من جيل الشباب. أصبحت اللياقة البدنية وممارسة الرياضة، والنظام الغذائي، والأديان والطب البديل، وحقوق المستهلكين، والبيئات الخالية من التدخين، والإصلاحات الصحية الأخرى الشواغل الرئيسية لليوم.